# قمبريط رباعي الزوايا
قمبريط رباعي الزوايا (الاسم العلمي:Combretum quadrangulare) هو نوع من النباتات يتبع جنس القمبريط من الفصيلة القمبريطية.